# Équipe d'Arabie saoudite de football à la Coupe du monde 1998
Cet article présente la campagne de l'Équipe d'Arabie saoudite de football lors de la phase finale de la Coupe du monde 1998, organisée en France. Le sélectionneur, le Brésilien Carlos Alberto Parreira, nommé par la fédération saoudienne juste avant la phase finale, poursuit le bon travail effectué par son prédécesseur Nelo Vingada, qui a réussi à qualifier les Faucons Verts pour leur deuxième phase finale de Coupe du monde.
La sélection ne réussit à marquer que lors de son troisième et dernier match de poule, après deux défaites initiales face au Danemark (0-1) et à la France (0-4). Les deux buts saoudiens inscrits face aux Bafana Bafana le sont sur pénalty par Sami al-Jaber et Youssef al-Thuniyan.
Les Saoudiens ne parviennent pas à confirmer les bonnes impressions laissées par leur parcours de 1994. Ils sont éliminés dès le premier tour de poule, sans aucune victoire, ne parvenant qu'à arracher un match nul face à l'Afrique du Sud 2-2 dans un match sans enjeu entre les deux formations déjà éliminées.

## Qualifications
Les qualifications de la zone Asie se déroulent en deux phases. Les 36 nations inscrites sont réparties en 10 groupes de 3 ou 4 équipes, qui s'affrontent en matchs aller et retour et où seule la meilleure équipe se qualifie pour la deuxième phase. Ensuite, les 10 nations en lice sont réparties en deux poules de cinq. Le premier de chaque poule obtient son billet pour la phase finale, les deuxièmes s'affrontent en barrage : le vainqueur est directement qualifié, le vaincu doit affronter le barragiste de la zone Océanie.

### Première phase
Lors de ce premier tour, le groupe 1 compte quatre équipes : l'Arabie saoudite, Taipei, la Malaisie et le Bangladesh. Les matchs aller ont lieu à Kuala Lumpur, les matchs retour à Djeddah.
| Rang | Équipe          | Pts | J | G | N | P | Bp | Bc | Diff |  | Résultats (▼ dom., ► ext.) |     |     |     |     |
| ---- | --------------- | --- | - | - | - | - | -- | -- | ---- |  | -------------------------- | --- | --- | --- | --- |
| 1    | Arabie saoudite | 16  | 6 | 5 | 1 | 0 | 18 | 1  | +17  |  | Arabie saoudite            |     | 3-0 | 6-0 | 3-0 |
| 2    | Malaisie        | 11  | 6 | 3 | 2 | 1 | 5  | 3  | +2   |  | Malaisie                   | 0-0 |     | 2-0 | 2-0 |
| 3    | Taipei chinois  | 4   | 6 | 1 | 1 | 4 | 4  | 13 | -9   |  | Taipei chinois             | 0-2 | 0-0 |     | 1-2 |
| 4    | Bangladesh      | 3   | 6 | 1 | 0 | 5 | 4  | 14 | -10  |  | Bangladesh                 | 1-4 | 0-1 | 1-3 |     |

### Deuxième phase
L'Arabie saoudite est versée dans le groupe A de ce deuxième tour, en compagnie de quatre autres sélections : l'Iran, la Chine, le Qatar et le Koweït.
| Rang | Équipe          | Pts | J | G | N | P | Bp | Bc | Diff |  | Résultats (▼ dom., ► ext.) |     |     |     |     |     |
| ---- | --------------- | --- | - | - | - | - | -- | -- | ---- |  | -------------------------- | --- | --- | --- | --- | --- |
| 1    | Arabie saoudite | 14  | 8 | 4 | 2 | 2 | 8  | 6  | +2   |  | Arabie saoudite            |     | 1-0 | 1-1 | 1-0 | 2-1 |
| 2    | Iran            | 12  | 8 | 3 | 3 | 2 | 13 | 8  | +5   |  | Iran                       | 1-1 |     | 4-1 | 3-0 | 0-0 |
| 3    | Chine           | 11  | 8 | 3 | 2 | 3 | 11 | 14 | -3   |  | Chine                      | 1-0 | 2-4 |     | 2-3 | 1-0 |
| 4    | Qatar           | 10  | 8 | 3 | 1 | 4 | 7  | 10 | -3   |  | Qatar                      | 0-1 | 2-0 | 1-1 |     | 0-2 |
| 5    | Koweït          | 8   | 8 | 2 | 2 | 4 | 7  | 8  | -1   |  | Koweït                     | 2-1 | 1-1 | 1-2 | 0-1 |     |

## Préparation
Afin de préparer au mieux ses joueurs pour le tournoi final, la fédération prévoit d'effectuer une série de matchs amicaux en France à partir du mois de mai 1998. Les adversaires rencontrés viennent de plusieurs continents : Amérique centrale, Europe et Afrique.
| 4 mai 1998 | Arabie saoudite | 0 - 0 | Jamaïque | Stade Pierre-de-Coubertin, Cannes         |
|            |                 |       |          | Spectateurs : 500 Arbitrage : Rémi Harrel |
|            | (Rapport)       |       |          |                                           |

| 9 mai 1998 | Arabie saoudite         | 3 - 1 | Trinité-et-Tobago | Stade Pierre-de-Coubertin, Cannes |                   |
|            | al-Jaber , · al-Owairan |       | Knights           | Spectateurs : 425                 | Spectateurs : 425 |
|            | (Rapport)               |       |                   | Spectateurs : 425                 | Spectateurs : 425 |

| 12 mai 1998 | Arabie saoudite | 1 - 1 | Islande       | Stade Pierre-de-Coubertin, Cannes              |                                                |
|             | al-Jaber        |       | Sigurdsson 8e | Spectateurs : 500 Arbitrage : Gilles Veissière | Spectateurs : 500 Arbitrage : Gilles Veissière |
|             | (Rapport)       |       |               | Spectateurs : 500 Arbitrage : Gilles Veissière | Spectateurs : 500 Arbitrage : Gilles Veissière |

| 17 mai 1998 | Arabie saoudite          | 2 - 1 | Namibie    | Stade Pierre-de-Coubertin, Cannes            |                                              |
|             | al-Jaber 42e · Sweid 78e |       | Nauseb 31e | Spectateurs : 900 Arbitrage : Claude Colombo | Spectateurs : 900 Arbitrage : Claude Colombo |
|             | (Rapport)                |       |            | Spectateurs : 900 Arbitrage : Claude Colombo | Spectateurs : 900 Arbitrage : Claude Colombo |

| 23 mai 1998 | Angleterre | 0 - 0 | Arabie saoudite | Stade de Wembley, Londres                 |
|             |            |       |                 | Spectateurs : 63 733 Arbitrage : Dick Jol |
|             | (Rapport)  |       |                 |                                           |

| 27 mai 1998 | Norvège                                                                           | 6 - 0 | Arabie saoudite | Aker Stadion, Molde                               |                                                   |
|             | Rekdal 21e (pen.) · Solskjær 31e, 42e · Østenstad 82e · T.A. Flo 87e · Strand 88e |       |                 | Spectateurs : 13 500 Arbitrage : Knud Erik Fisker | Spectateurs : 13 500 Arbitrage : Knud Erik Fisker |
|             | (Rapport)                                                                         |       |                 | Spectateurs : 13 500 Arbitrage : Knud Erik Fisker | Spectateurs : 13 500 Arbitrage : Knud Erik Fisker |

| 3 juin 1998 | Arabie saoudite | 0 - 0 | Mexique | Stade Dominique-Duvauchelle, Créteil |
|             |                 |       |         | Spectateurs : 4 000                  |
|             | (Rapport)       |       |         |                                      |

## Coupe du monde 1998

### Effectif
Voici la liste des 22 joueurs sélectionnés par Carlos Alberto Parreira pour la phase finale de la Coupe du monde 1998 aux France :

### Premier tour
|   | Équipe          | Pts | J | G | N | P | Bp | Bc | Diff |
| 1 | France          | 9   | 3 | 3 | 0 | 0 | 9  | 1  | +8   |
| 2 | Danemark        | 4   | 3 | 1 | 1 | 1 | 3  | 3  | 0    |
| 3 | Afrique du Sud  | 2   | 3 | 0 | 2 | 1 | 3  | 6  | -3   |
| 4 | Arabie saoudite | 1   | 3 | 0 | 1 | 2 | 2  | 7  | -5   |

| 6  | 12 juin 1998 | Arabie saoudite | 0 - 1 | Danemark        |
| 7  | 12 juin 1998 | France          | 3 - 0 | Afrique du Sud  |
| 21 | 18 juin 1998 | Afrique du Sud  | 1 - 1 | Danemark        |
| 22 | 18 juin 1998 | France          | 4 - 0 | Arabie saoudite |
| 37 | 24 juin 1998 | France          | 2 - 1 | Danemark        |
| 38 | 24 juin 1998 | Afrique du Sud  | 2 - 2 | Arabie saoudite |

| 12 juin 1998                      | Arabie saoudite | 0 - 1   | Danemark   | Stade Bollaert-Delelis, Lens                      |                                                   |
| 17:30 · Historique des rencontres |                 | (0 - 0) | Rieper 68e | Spectateurs : 38 140 Arbitrage : Javier Castrilli | Spectateurs : 38 140 Arbitrage : Javier Castrilli |
| 17:30 · Historique des rencontres | (Rapport)       |         |            | Spectateurs : 38 140 Arbitrage : Javier Castrilli | Spectateurs : 38 140 Arbitrage : Javier Castrilli |

| Match 22                                                  | France                                               | 4 - 0   | Arabie saoudite                               | Stade de France, Saint-Denis                          |                                                       |
| 18 juin 1998 · 21 h 0 (UTC+1) · Historique des rencontres | Henry 37e · Trezeguet 68e · Henry 78e · Lizarazu 85e | (1 - 0) |                                               | Spectateurs : 80 000 Arbitrage : Arturo Brizio Carter | Spectateurs : 80 000 Arbitrage : Arturo Brizio Carter |
| 18 juin 1998 · 21 h 0 (UTC+1) · Historique des rencontres | Blanc 36e · Lizarazu 50e · Zidane 71e                | Rapport | 7e Al-Jahani · 19e Al-Khilaiwi · 82e Al-Jaber | Spectateurs : 80 000 Arbitrage : Arturo Brizio Carter | Spectateurs : 80 000 Arbitrage : Arturo Brizio Carter |

| France | Arabie saoudite |

| FRANCE :        |    |                    |     |     |
|                 |    |                    |     |     |
| Gardien de but  | 16 | Fabien Barthez     |     |     |
|                 | 03 | Bixente Lizarazu   | 50e |     |
|                 | 08 | Marcel Desailly    |     |     |
|                 | 05 | Laurent Blanc      | 36e |     |
|                 | 15 | Lilian Thuram      |     |     |
|                 | 07 | Didier Deschamps   |     |     |
|                 | 14 | Alain Boghossian   |     |     |
|                 | 13 | Bernard Diomède    |     | 58e |
|                 | 10 | Zinédine Zidane    | 71e |     |
|                 | 12 | Thierry Henry      |     | 79e |
|                 | 21 | Christophe Dugarry |     | 30e |
| Remplaçants :   |    |                    |     |     |
|                 | 20 | David Trezeguet    |     | 30e |
|                 | 06 | Youri Djorkaeff    |     | 58e |
|                 | 11 | Robert Pirès       |     | 79e |
| Sélectionneur : |    |                    |     |     |
| Aimé Jacquet    |    |                    |     |     |

| ARABIE SAOUDITE :       |    |                      |     |         |
|                         |    |                      |     |         |
| Gardien de but          | 01 | Mohammed al-Deayea   |     |         |
|                         | 13 | Hussein Sulimani     |     |         |
|                         | 04 | Abdullah Zubromawi   |     |         |
|                         | 03 | Mohammed al-Khilaiwi | 19e |         |
|                         | 02 | Mohammed al-Jahani   | 7e  | 76e     |
|                         | 20 | Hamzah Saleh         |     |         |
|                         | 16 | Khamis al-Owairan    |     |         |
|                         | 06 | Fuad Amin            |     |         |
|                         | 07 | Ibrahim al-Shahrani  |     |         |
|                         | 10 | Saeed al-Owairan     |     | 33e     |
|                         | 09 | Sami al-Jaber        | 82e |         |
| Remplaçants :           |    |                      |     |         |
|                         | 12 | Ibrahim al-Harbi     |     | 33e 65e |
|                         | 14 | Khalid al-Muwallid   |     | 65e     |
|                         | 17 | Ahmad al-Doukhi      |     | 76e     |
| Sélectionneur :         |    |                      |     |         |
| Carlos Alberto Parreira |    |                      |     |         |

| 24 juin 1998 | Afrique du Sud             | 2 - 2   | Arabie saoudite                              | Parc Lescure, Bordeaux                                |                                                       |
| 16:00        | Bartlett 19e, 90+4e (pen.) | (1 - 1) | al-Jaber 45e (pen.) · al-Thuniyan 74e (pen.) | Spectateurs : 31 800 Arbitrage : Mario Sánchez Yantén | Spectateurs : 31 800 Arbitrage : Mario Sánchez Yantén |
| 16:00        | (Rapport)                  |         |                                              | Spectateurs : 31 800 Arbitrage : Mario Sánchez Yantén | Spectateurs : 31 800 Arbitrage : Mario Sánchez Yantén |